# Leiomela bartramioides
Leiomela bartramioides är en bladmossart som beskrevs av Jean Édouard Gabriel Narcisse Paris 1905. Leiomela bartramioides ingår i släktet Leiomela och familjen Bartramiaceae. Inga underarter finns listade i Catalogue of Life.